# Luislândia
Luislândia is een gemeente in de Braziliaanse deelstaat Minas Gerais. De gemeente telt 6.727 inwoners (schatting 2009).

## Aangrenzende gemeenten
De gemeente grenst aan Brasília de Minas, Icaraí de Minas, São Francisco en Ubaí.